# Dirk Van Tichelt
Pour les articles homonymes, voir Van Tichelt.
Dirk Van Tichelt, né le 10 juin 1984 à Turnhout, est un judoka belge. 
Il a remporté une médaille de bronze aux Jeux olympiques 2016, été champion d'Europe en 2008 et huit fois champion de Belgique.
Il est membre du club de judo JC Koksijde.

## Palmarès
En catégorie légers :
- Médaille d'argent au Tournoi World Cup de Tallinn 2005.
- Médaille de bronze au Tournoi Super World Cup de Paris 2006.
- Médaille de bronze au Tournoi Super World Cup de Moscou 2007.
- Médaille d'argent au Tournoi World Cup de Vienne 2008.
- Médaille d'argent au Tournoi Super World Cup de Hambourg 2008.
- Médaille d'or aux championnats d'Europe 2008.
- Médaille de bronze au Tournoi Grand Prix de Hambourg 2009.
- Médaille de bronze au Tournoi Grand Prix de Tunis 2009.
- Médaille d'argent au Tournoi Grand Chelem de Moscou 2009.
- Médaille d'or au Tournoi Grand Chelem de Rio de Janeiro 2009.
- Médaille de bronze aux championnats du monde 2009.
- Médaille d'or au Tournoi Grand Prix d'Abu Dhabi 2009.
- Médaille d'argent au Tournoi Grand Prix de Qingdao 2009.
- Médaille de bronze au Tournoi Grand Prix de Tunis 2010.
- Médaille de bronze au Tournoi Grand Chelem de Rio de Janeiro 2010.
- Médaille d'argent au Tournoi World Cup de Miami 2010.
- Médaille de bronze au Tournoi Grand Prix de Tokyo 2010.
- Médaille d'or au Tournoi Grand Prix de Düsseldorf 2011.
- Médaille de bronze au Tournoi Grand Chelem de Moscou 2011.
- Médaille de bronze au Tournoi Grand Prix de Tokyo 2011.
- Médaille d'or au Tournoi Grand Prix de Qingdao 2012.
- Médaille d'or au Tournoi Grand Prix de Miami 2013.
- Médaille d'or au Tournoi Continental de San Salvador 2013.
- Médaille d'or au Tournoi Grand Chelem de Moscou 2013.
- Médaille de bronze aux championnats du monde 2013.
- Médaille d'argent au Tournoi Grand Prix de Qingdao 2014.
- Médaille de bronze au Tournoi Grand Prix de Jeju 2014.
- Médaille de bronze au Tournoi Continental de Sofia 2015.
- Médaille de bronze au Tournoi Grand Prix de Budapest 2015.
- Médaille de bronze aux championnats d'Europe 2015.
- Médaille d'argent au Tournoi Grand Prix de Jeju 2015.
- Médaille de bronze aux Jeux olympiques 2016.

|                         | Cat.   | 2004 | 2005 | 2006 | 2007 | 2008 | 2009 | 2010 | 2011 | 2012 | 2013 | 2014 | 2015 | 2016 | 2017 | 2018 |
| ----------------------- | ------ | ---- | ---- | ---- | ---- | ---- | ---- | ---- | ---- | ---- | ---- | ---- | ---- | ---- | ---- | ---- |
| Jeux olympiques         | -73 kg | -    | x    | x    | x    | 5e   | x    | x    | x    | 9e   | x    | x    | x    | 3e   | x    | x    |
| Championnats du monde   | -73 kg | x    | -    | x    | 9e   | x    | 3e   | 65e  | 7e   | x    | 3e   | 7e   | 33e  | x    | 9e   | 65e  |
| Championnats d'Europe   | -73 kg | -    | 17e  | 17e  | 9e   | 1er  | 17e  | 5e   | 9e   | 17e  | 5e   | 17e  | 3e   | 9e   | -    | 9e   |
| Championnat de Belgique | -73 kg | 1er  | 1er  | 1er  | 1er  | -    | 1er  | -    | -    | 1er  | -    | -    | -    | -    | -    | 1er  |
| Championnat de Belgique | -81 kg | -    | -    | -    | -    | -    | -    | 1er  | 1er  | -    | -    | -    | -    | -    | -    | -    |